# Оператор (фізика)
Оператор у квантовій механіці — це лінійне відображення, яке діє на хвильову функцію, яка є комплекснозначною функцією, що дає найбільш повний опис стану системи. Оператори позначаються великими латинськими літерами з циркумфлексом угорі. Наприклад:
{\displaystyle {\hat {A}},{\hat {B}},{\hat {C}},\dots }
Оператор діє на функцію, яка стоїть праворуч від нього (кажуть також, що він застосовується до функції або множиться на функцію):
{\displaystyle {\hat {A}}\Psi _{1}=\Psi _{2}}
У квантовій механіці використовується математична властивість лінійних самоспряжених (ермітових) операторів, яка полягає в тому, що кожен з них має власні вектори і власні дійсні значення. Вони виступають у ролі відповідних даному оператору значень фізичних величин.

## Арифметичні операції над операторами
Оператор {\displaystyle {\hat {C}}} називається сумою (різницею) операторів {\displaystyle {\hat {A}},{\hat {B}}}, якщо для будь-якої функції {\displaystyle \ \Psi } з області визначення всіх трьох операторів виконано умову:
{\displaystyle {\hat {C}}\Psi ={\hat {A}}\Psi \pm {\hat {B}}\Psi }
Оператор {\displaystyle {\hat {C}}} називається добутком операторів {\displaystyle {\hat {A}},{\hat {B}}}, Якщо для будь-якої функції {\displaystyle \ \Psi } виконано умову:
{\displaystyle {\hat {C}}\Psi ={\hat {A}}({\hat {B}}\Psi )}
В загальному випадку
{\displaystyle {\hat {A}}{\hat {B}}\not ={\hat {B}}{\hat {A}}}
якщо {\displaystyle {\hat {A}}{\hat {B}}={\hat {B}}{\hat {A}}}, то кажуть, що оператори {\displaystyle {\hat {A}},{\hat {B}}} комутують. Комутатор операторів визначається як
{\displaystyle [{\hat {A}},{\hat {B}}]={\hat {A}}{\hat {B}}-{\hat {B}}{\hat {A}}}

## Власні значення і власні функції оператора
Якщо має місце рівність:
{\displaystyle {\hat {A}}\Psi =a\Psi ,}
то {\displaystyle \ a} називають власним значенням оператора {\displaystyle {\hat {A}}}, а функцію {\displaystyle \ \Psi } — власною функцією оператора {\displaystyle {\hat {A}},} яка відповідає цьому власному значенню. Найчастіше в оператора є множина власних значень: {\displaystyle \ a_{1},a_{2},\dots ,a_{n},\dots } Множина всіх власних значень називається спектром оператора.

## Лінійні і самоспряжені оператори
Оператор {\displaystyle {\hat {L}}} називається лінійним, якщо для будь-якої пари {\displaystyle \varphi _{i},C_{i}} виконується умова:
{\displaystyle {\hat {L}}\sum _{i}C_{i}\varphi _{i}=\sum _{i}C_{i}{\hat {L}}\varphi _{i}.}
Оператор {\displaystyle {\hat {A}}} називається самоспряженим (ермітовим), якщо для будь-яких {\displaystyle \Psi ,\varphi } виконується умова:
{\displaystyle \left\langle \Psi |{\hat {A}}\varphi \right\rangle =\left\langle {\hat {A}}\Psi |\varphi \right\rangle }
При цьому сума самоспряжених операторів є самоспряженим оператором. Добуток самоспряжених операторів є самоспряженим оператором, якщо вони комутують. Власні значення самоспряжених операторів завжди дійсні. Власні функції самоспряжених операторів, що відповідають різним власним значенням, ортогональні.

## Оператори, які використовуються у квантовій фізиці
Основними характеристиками фізичної системи у квантовій фізиці є спостережувані величини і стани.
У квантовій фізиці спостережуваним величинам зіставляються лінійні самоспряжені оператори в комплексному сепарабельному гільбертовому просторі, станам — класи нормованих елементів цього простору (з нормою 1). Це робиться переважно з двох причин:
- Власні значення самоспряжених операторів, що відповідають конкретним значенням фізичних величин, є дійсними числами, тобто тим, з чим на практиці мають справу експериментатори (покази приладів, результати обчислень тощо).

- Одна й та сама квантова частинка може перебувати одночасно у множині квантових станах, які й характеризуються множиною власних значень відповідного оператора. Це може бути скінченна множина (дискретний спектр значень), інтервал (неперервний спектр значень) або змішана множина.

У квантовій фізиці існує «нестроге» правило для побудови оператора фізичних величин: співвідношення між операторами в цілому таке ж, як між відповідними класичними величинами. Ґрунтуючись на цьому правилі, було введено такі оператори (в координатному поданні):
- Оператор координат:

{\displaystyle {\hat {\mathbf {x} }}=x}
Дія оператора координат полягає у множенні на вектор координат.
- Оператор імпульсу:

{\displaystyle {\hat {\mathbf {p} }}=-i\hbar \nabla }
Тут {\displaystyle \ i} — уявна одиниця, {\displaystyle \nabla } — оператор набла.
- Оператор кінетичної енергії:

{\displaystyle {\hat {T}}=-{\frac {\hbar ^{2}}{2m}}\Delta }
тут {\displaystyle \hbar } — стала Дірака, {\displaystyle \Delta } — оператор Лапласа.
- Оператор потенціальної енергії:

{\displaystyle {\hat {U}}=U(x,y,z,t)}
Дія оператора тут зводиться до множення на функцію.
- Оператор Гамільтона:

{\displaystyle {\hat {H}}={\hat {T}}+{\hat {U}}}
- Оператор моменту імпульсу:

{\displaystyle {\hat {\mathbf {L} }}=-i\hbar [\mathbf {r} ,\nabla ]}
Такий вигляд було обрано також з причин, пов'язаних з теоремою Нетер і групою SO(3)
- Оператор спіну:

У найважливішому випадку спіну 1/2 оператор спіну має вигляд: {\displaystyle {\hat {s}}={\frac {1}{2}}{\hat {\sigma }}}, де
{\displaystyle {\hat {\sigma }}_{x}={\begin{pmatrix}0&1\\1&0\end{pmatrix}}}, {\displaystyle {\hat {\sigma }}_{y}={\begin{pmatrix}0&-i\\i&0\end{pmatrix}}}, {\displaystyle {\hat {\sigma }}_{z}={\begin{pmatrix}1&0\\0&-1\end{pmatrix}}} — так звані матриці Паулі. Цей вигляд аналогічний попередньому, але пов'язаний з групою SU(2).